# 북부주 (르완다)

북부 주의 위치

북부주(르완다어: Intara y'Amajyaruguru, 프랑스어: Province du Nord, 영어: Northern Province)는 르완다 북부에 위치한 주로, 주도는 비움바이며 면적은 3,293km2, 인구는 1,650,704명(2009년 기준)이다.
2006년 1월 1일에 실시된 행정 구역 개편에 따라 루헹게리 주, 비움바 주 전체와 키갈리 교외주의 일부를 합병하여 신설되었으며 우간다, 콩고 민주 공화국과 국경을 맞대고 있다. 5개 구를 관할한다.